# 서울특별시교육청유아교육진흥원
서울특별시교육청유아교육진흥원(Seoul Early Childhood Education & Promotion Center)은 유아교육지원을 위해 목적으로 만들어진 서울특별시교육청 산하기관이다.

## 조직
- 원장

| - 행정지원과 | - 기획연구과 | - 교육지원과 |